# Непознати кнез
Непознати кнез, познат и као Непознати архонт или Српски архонт, је тако означен у ранијој српској историографији јер његово име није записао Константин VII Порфирогенит, је легендарни српски владар, кнез Лужичких Срба.
Сматра се да је у првој половини 7. века наводно повео свој народ из њихове првобитне домовине Беле Србије да се насели на Балкану за време владавине византијског цара Ираклија (610–641), како се помиње у делу византијског цара Константина VII De Administrando Imperio (написано око 950-е).  У делу није забележено његово име, али се наводи да је био родоначелник прве српске династије (у историографији познате као династија Властимировића), те да је умро пре доласка Бугара на Балкан (680. године), а наследио га је његов син, а затим унук.
Неки истраживачи попут Тибора Живковића приметили су да све што знамо о том првом српском владару на Балкану потпуно одговара опису легендарног краља Селимира из „Летописа попа Дукљанина”. Због те очигледне подударности са описом родоначелника прве српске династије на Балкану није неоправдано условно употребити за њега легендарно име Селимир, а изгледа да је владао од око 631. до око 652.

## Долазак на Балкан
Према Константину VII Порфирогениту двојица браће, чија имена он није записао, су као старешине поделили Србе у прадомовини, а један од њих је довео свој део Срба из њихове прадомовине на Балканско полуострво. Даље цар Константин VII у свом дјелу „О управљању царством” је записао да се та сеоба Срба догодила у време владавине византијског цара Ираклија (610—641). Дакле шири временски оквир сеобе Срба на Балкан је 610-641. У то време већ знамо прво име владара Северних (Белих) Срба. Северним Србима је владао Дерван (Дрвана) 631/32. Т. Живковић је анализом извора замислио да се сеоба Срба на Балкан догодила између 629. и 632. године. Чини се да је могуће рећи да је сеоба Срба на Балкан била око 631. У време сеобе Срба на Балкан Северним Србима владао је кнез Дрван. Зато Дрван може бити брат, за Порфирогенита безименог, вође сеобе Срба на Балкан, то јест Дрван је могао бити брат легендарног Селимира. Ранија замисао неких страних и домаћих истраживача (Милоша С. Милојевића и других) да је вођа сеобе Срба на Балкан био син Дервана је мање вероватна.
За разлику од доласка Хрвата, за које Порфирогенит спомиње да су се приликом насељавања на Балкан сукобили са Аварима, о Србима таквих записа нема. То наравно није значило да уопште није било сукоба, али великог рата Срба и Авара у време сеобе вероватно није било. Да је другачије, Порфирогенит би то записао. Сеоба Срба на Балкан се догодила око 631. Тако је краљ Селимир из „Летописа попа Дукљанина” могао почети да влада Србима на Балкану око 631. године.
Није лако одредити које подручје је било под влашћу Селимира. Сам Порфирогенит описује насељавање Срба на Балкан као лутање Срба и њиховог вође. После извесног времена хтели су да се врате у своју стару домовину, добивши отпуст од цара, стигли су до Београда. Прешли су Дунав, а затим увидевши да су Авари постали јачи, или из неког другог разлога поново се предомислили и преко византијског заповедника Сингидунума затражили од Ираклија да им додели нову земљу за насељавање. Цар их узадовољи и они су почели да се насељавају у Далмацији.

## Владавина легендарног Селимира (око 631—652)
Обично се мисли да су Срби наставили да живе у племенском савезу од насељавања до средине IX века, али изгледа да су они пре краја владавине Селимира имали све елементе државности који се сусрећу касније код Бугара 680. године, када се мисли да Бугари имају државу, то јест изгледа да је легендарни Селимир оснивач Кнежевине Србије на Балканском полуострву. Под влашћу првог владара Срба на Балкану биле су најмање три групе становника. Основни слој су чинили чланови српског племенског савеза који су дошли око 631. Други део су чинили сродни Словени који су дошли пре Срба и населили се на истом подручју. Трећи део становништва били су преживели Византинци, Романи који су се повукли већином у планинске пределе и утврђене градове у приморју. За ове Романе изгледа да је сачуван податак да су плаћали порезе првом српском владару на Балкану. У „Летопису попа Дукљанина” за Селимира (или Силимира) пише да „и поред тога што је био паган и варварин, ипак је са свима живео у миру и све хришћане је волео и није их нипошто прогањао”. Даље следи и објашњење истог писца зашто се Селимир тако понашао „Склопио је са њима уговор и они су му плаћали данак”.
Ако се ово упореди са Порфирогенитовим писањем да су се Срби доселили као савезници цара Ираклија постаје замисливо да је Ираклије затражио до некадашњих поданика цара Романа да порезе дају српском владару као свом новом владару. Тако су се појавили порези првом владару Срба на Балкану у време када је он насељавао српска племена и када су се тим насељавањем стварале прве жупе као територијалне целине које су постајале делови прве државе Срба. Нема сумње да је вођа српског племенског савеза у време сеобе имао своју наоружану дружину као језгро свенародне војске племенског савез. Порези староседелаца Романа и „дарови” које су Срби давали свом вођи постали су материјална основа за издржавање првог владарског двора и његове дружине као језгра војске. Дакле прва држава код Срба на Балкану можда је настала већ у време владавине легендарног Селимира. Владар, жупани и професионални војници су се издвојили од осталих Срба, Словена и Романа у држави. Тај мали издвојени слој се претворио у средњовековну властелу.
Према Порфирогениту први владар Срба на Балкану је умро у неком ближе непознатом тренутку пре 680. Изгледа да писање у „Летопису попа Дукљанина” даје вероватније време до када је владао легендарни Селимир. У том делу пише да је Селимир „умро двадесет прве године свог краљевања”. Како је могуће израчунати да је почео да влада у време сеобе Срба, тј. око 631. то значи да је владао до око 652.
Из писања Порфирогенита јасно је да је прва владарска породица (позната као Властимировићи) у Србији на Балкану потицала од вође сеобе, а преко њега од неког непознатог кнеза Северних Срба у данашњој Лужици.

## О управљању царством
Треба знати да су Срби потомци некрштених Срба, који се још зову и Бели, који живе са оне стране Турске (Мађарске) на месту које се код њих назива Бојки (Бојка), где им је суседна Франачка, као и велика Хрватска, она некрштена, која се још зове и Бела. Тамо су, дакле, ови Срби живели од почетка.
Пошто су два брата наследили на власти свога оца у Србији, један од њих је узео половину народа и пребегао Ираклију, цару Ромеја (Византинаца), и тај исти цар Ираклије га је примио и за насељавање му је дао место у Солунској теми Сервију(Србица), која од тада носи тај назив. Срби на језику Ромеја значи робови, па се и ропска обућа обично назива сербула, а реч цербулијани означава оне који носе јефтину и сиромашну обућу. Срби су то име добили јер су постали робови цара Ромеја. После неког времена, су ти исти Срби одлучили да се врате у своје земље и цар их је пустио. :Када су прешли реку Дунав, они се покају и преко стратега који је тада био у Београду, јаве цару Ираклију, да им он да другу земљу за насеље. И пошто садашња Србија и Паганија и земља Захумљана и Травунија и земља Конављана, беше под влашћу цара Ромеја, а пошто су те земље биле опустошене од Авара (јер су из тих земаља они истерали Романе који сада живе у Далмацији и Драчу), то цар у овим земљама насели исте Србе и они беху потчињени цару Ромеја, а цар их покрсти довевши свештенике из Рима и, научивши их да правилно врше дела побожности, изложи им хришћанско учење.
Када Бугарска беше под влашћу Ромеја, пошто је умро онај исти архонт (кнез) који је пребегао цару Ираклију, њега је наследио у владавини његов син, а затим његов унук, и тако редом архонти из истог рода.— Константин VII Порфирогенит, De Administrado Impero

## Покушај покрштавања Срба у време првог владара
Срби су се преселили у Византију, у првој половини 7. века, уз дозволу византијског цара Ираклија. Константин VII Порфирогенит говори и о првом покрштавању Срба, који се десио после насељавања око 631. године, а у време владавине цара Ираклија, која се завршила 641. Ово је можда била Порфирогенитова конструкција, или се стварно догодило, али није оставило видљивог трага. Срби и њихов владар су у то време, као и други Словени, веровали у надмоћност своје вере у Перуна, Световида/Световида и друге богове у односу на хришћанску веру у једног Бога.

## Студије
Према записима у DAI, прву христијанизацију Срба треба датирати у 632–638; ово би се на први поглед могло протумачити као Порфирогенитов изум, или се могло заиста десити, обухватајући ограничену групу поглавица, а затим веома лоше прихваћено од ширих слојева племена. У раној историјској процени, попут оне немачког историчара Лудвига Албрехта Гебхардија (1735–1802), српски архонт је био Дерванов син, који је био војвода (дук) од Сурба, источно од Зала. Ову теорију је подржао Милош Милојевић (1872), док су Франтишек Дворник (1962) и Реља Новаковић (1977) аргументовали могућност да су браћа или други рођаци.
У савременој историографији и археологији, наративи De Administrando Imperio (DAI) су поново процењени јер садрже анахронизме и чињеничне грешке. У извештају DAI о Србима се помиње да су од византијског заповедника данашњег Београда тражили да се населе на тему Солуна, који је формиран око 150 година после Ираклијеве владавине која је била у 7. веку. За потребе свог наратива DAI формулише погрешну етимологију српског етнонима који потиче од латинског servi (кметови).
Како је Византијско царство настојало да успостави своју хегемонију према Србима, наратив DAI је настојао да успостави историјску хегемонију над Србима тврдећи да је њихов долазак, насељавање и покрштавање директан резултат византијског мешања у вековима који су претходили писању DAI. Д. Џино (2010) сматра да је прича о сеоби из Беле Србије по Ираклијевом позиву као средство објашњења насељавања Срба облик рационализације друштвене и културне промене коју је Балкан прошао кроз погрешно тумачење историјских догађаја смештених у касну антику.

## Извори и литература

### Примарни извори
- ВИИНЈ, II (1959). Византијски извори за историју народа Југославије, II. Београд.
- Псеудо Фредегар. Кроника тзв. Фредегара схоластика. Архивирано из оригинала 22. 10. 2016. г. Приступљено 21. 10. 2016., Приступљено 21. 10. 2016.
- Кунчер, Драгана (2009). Gesta regum Sclavorum, I. Београд.
- Мијушковић, Славко, ур. (1988) [1967]. Љетопис попа Дукљанина (2. изд.). Београд: Просвета & Српска књижевна задруга.

### Научни радови
- Благојевић, Милош; Медаковић, Дејан (2000). Историја српске државности. 1. Нови Сад: Огранак САНУ.
- Живковић, Тибор (2002). Јужни Словени под византијском влашћу (600-1025). Београд: Историјски институт САНУ, Службени гласник.
- Логос, Александар А. (2017). Историја Срба I (PDF). Београд. ISBN 978-86-85117-37-4.
- Милојевић, Милош С (1872). Одломци историје Срба и Србије-југословенских земаља у Турској и Аустрији.
- Николић, Дејан (1996). Сви владари Србије. Народна библиотека "Ресавска Школа". стр. 26. „Н- непознато име ? - претпоставља се (не зна се) Н. архонт (кнез) из времена цара Ираклија (610-641) + око 680. I Н. архонт (кнез) I Н. архонт (кнез) Вишеслав, кнез (око 780”
- Острогорски, Георгије (1949). „Порфирогенитова хроника српских владара и њени хронолошки подаци”. Историски часопис. 1 (1948): 24—29.